# نظرية العمل للملكية

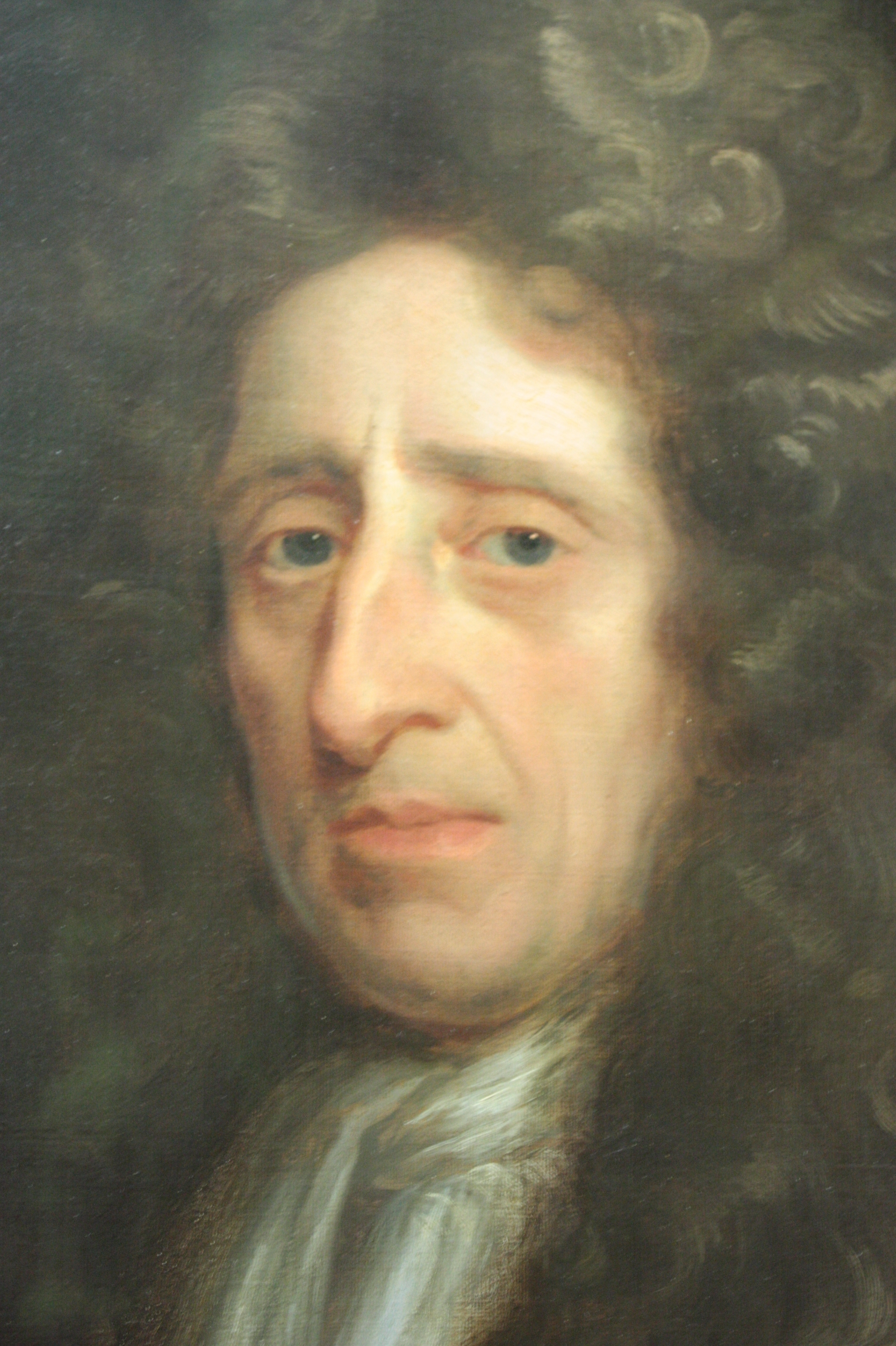
جون لوك

تُعد نظرية العمل للملكية (التي تُدعى أيضًا نظرية العمل للاستحواذ أو نظرية العمل للحيازة أو نظرية العمل للمستحقات أو مبدأ الاستحواذ الأول)، نظرية في القانون الطبيعي تنص على أن الملكية تأتي في الأصل عن طريق مجهود العمل المطبق على الموارد الطبيعية. استُخدمت النظرية لتبرير مبدأ التملك بالاستيلاء الذي ينص على أنه يمكن للمرء أن يحصل على ملكية دائمة وكاملة لمورد طبيعي غير مملوك من خلال القيام بفعل الاستحواذ الأصلي.
سأل الفيلسوف جون لوك في عمله رسالتان في الحكم المدني، عن الحق الذي يمكن الفرد من ادعاء ملكيته لجزء من العالم، في حين أن الله وفقًا للكتاب المقدس، قد وهب العالم للبشرية جمعاء. أجاب عن هذا السؤال، بأنه على الرغم من أن الناس ينتمون لله، فهم يمتلكون ثمار عملهم. عندما يعمل الشخص، يدخل ذلك العمل إلى الشيء، وبالتالي، يصبح هذا الشيء ملكًا لذلك الشخص.
مع ذلك، يرى لوك أنه لا يجوز لأحد الاستيلاء على الممتلكات بهذه الطريقة، إلا إذا كان شرط لوك صحيحًا، أي «...هناك ما يكفي وبنفس القدر من الخير للآخرين».

## الحيازة الخاصة والخلق
جادل لوك لدعم حقوق الملكية الفردية معتبرًا إياها حقوقًا طبيعية. وفقًا للحجة فإن ثمار عمل المرء هي ملكه لأنه عمل لأجلها. علاوة على ذلك، يجب على العامل أن يمتلك حق الملكية الطبيعية مباشرة في المورد نفسه لأن الحيازة الحصرية ضرورية على الفور من أجل الإنتاج.
انتقد جان جاك روسو لاحقًا هذه الخطوة الثانية في الخطاب عن عدم المساواة، إذ يجادل بأن الحجة الطبيعية الصحيحة لا تمتد إلى الموارد التي لم يخلقها المرء. يرى الفيلسوفان أن العلاقة بين العمل والحيازة تتعلق فقط بالملكية التي كانت غير مستخدمة بشكل كبير قبل أن يحدث مثل هذا العمل.

## التسييج مقابل خلط العمل
تُعتبر الأرض في حالتها الأصلية غير مملوكة من قبل أي شخص، ولكن إذا طبق الفرد عمله على الأرض من خلال زراعتها مثلًا، فإنها تصبح ملكًا له ولمجرد وضع سياج حول الأرض من دون استخدام الأرض المغلقة، فإن هذا لن يجلب الملكية إلى الوجود وفقًا لمعظم منظري القانون الطبيعي.

ذكر الاقتصادي موراي روثبورد في (الرجل والاقتصاد والدولة):
إذ وصل كولومبوس إلى قارة جديدة فهل يحق له أن يعلن أنها ملكه، أو حتى ذلك الجزء الذي يشمل ما يمكن لعينه أن تراه؟ من الواضح أن هذا لن يكون هو الحال في المجتمع الحر الذي ننادي به. كان على كولومبوس أو كروزو استخدام الأرض، أي «زراعتها» بطريقة ما قبل أن يؤكد امتلاكه لها... إذا كان هناك عدد من الأراضي أكبر من إمدادات العمل المحدود، فإن الأرض غير المستخدمة يجب أن تبقى غير مملوكة ببساطة حتى وصول المستخدم الأول إلى الموقع، وأي مطالبة بمورد جديد لا يستخدمه شخص ما يجب أن تُعتبر انتهاكًا لحق الملكية الذي يتمتع به المستخدم الأول أيًا كان.

## الاستحواذ مقابل خلط العمل
لا تنطبق نظرية العمل في الملكية على الأرض نفسها فحسب، بل على أي تطبيق للعمل في الطبيعة، فعلى سبيل المثال، يقول اليميني الطبيعي ليساندر سبونر، إن التفاحة المأخوذة من شجرة غير ممتلكة تصبح ملكًا للشخص الذي التقطها لأنه سعى جاهدًا للحصول عليها. يقول أيضًا، إن «الطريقة الوحيدة، التي تكون فيها [«ثروة الطبيعة»] مفيدة للبشرية، هي من خلال حيازتها بشكل فردي، وبالتالي جعلها ممتلكات خاصة».
مع ذلك، لم ير البعض، مثل بينيامين تاكر، أن هذا يخلق ملكية في كل الأشياء، وجادل تاكر بأنه «في حالة الأرض، أو أي مواد أخرى محدودة الإمداد للغاية بحيث لا يمكن للجميع الحصول عليها بكميات غير محدودة»، يجب اعتبار هذه الممتلكات مملوكة فقط بينما يؤدي الفرد فعل الاستخدام أو الإشغال لهذه الأشياء. وهذا ما يُعتبر رفضًا لحيازة الغائبين على الأرض.